# Boardface
Boardface è l'album di debutto di Gotye, pubblicato nel 2003.

## Tracce
Tutti i brani sono scritti da Wally De Backer.
1. Out Here in the Cold -6:26
2. True to You -5:09
3. The Only Thing I Know -7:17
4. Wonder Why You Want Her -4:25
5. What Do You Want? -3:24
6. Out of My Mind -4:15
7. Here in This Place -6:00
8. Waiting for You -1:37
9. Loath to Refuse -5:45
10. Noir Excursion -6:10
11. Baby -6:01
12. Board with This Game -1:03